# Lithophaga parapurpurea
Lithophaga parapurpurea is een tweekleppigensoort uit de familie van de Mytilidae. De wetenschappelijke naam van de soort is voor het eerst geldig gepubliceerd in 2008 door Kleemann.